# Lágafell
Lágafell är ett berg i republiken Island. Det ligger i regionen Suðurland, 50 km nordost om huvudstaden Reykjavík. Toppen på Lágafell är 519 meter över havet, eller 222 meter över den omgivande terrängen. Bredden vid basen är 3,4 km.
Trakten runt Lágafell är nära nog obefolkad, med mindre än två invånare per kvadratkilometer. Närmaste större samhälle är Laugarvatn, omkring 18 kilometer sydost om Lágafell. Trakten runt Lágafell består i huvudsak av gräsmarker.